# Craig Stevens (nadador)
Craig Stevens (Sídney, Australia, 23 de julio de 1980) es un nadador australiano retirado especializado en pruebas de estilo libre larga distancia, donde consiguió ser subcampeón mundial en 2007 en los 800 metros estilo libre.

## Carrera deportiva
En el Campeonato Mundial de Natación de 2007 celebrado en Melbourne ganó la medalla de plata en los 800 metros estilo libre, con un tiempo de 7:48.67 segundos, tras el polaco Przemysław Stańczyk (oro con 7:47.91 segundos) y por delante del italiano Federico Colbertaldo (bronce con 7:49.98 segundos).